# Куламуту
Куламуту (фр. Koulamoutou) — місто в Габоні, адміністративний центр провінції Огове-Лоло і департаменту Лоло-Буангіді, лежить у центральній частині країни.

## Географія
Місто знаходиться в місці злиття річок Лоло і Буенгіді, на автодорозі N6. Поруч з Куламуту розташований гірський масив Шаю.

### Клімат
Місто знаходиться у зоні, котра характеризується кліматом тропічних саван. Найтепліший місяць — березень із середньою температурою 26.4 °C (79.5 °F). Найхолодніший місяць — липень, із середньою температурою 23.3 °С (73.9 °F).
| Клімат Куламуту         | Клімат Куламуту | Клімат Куламуту | Клімат Куламуту | Клімат Куламуту | Клімат Куламуту | Клімат Куламуту | Клімат Куламуту | Клімат Куламуту | Клімат Куламуту | Клімат Куламуту | Клімат Куламуту | Клімат Куламуту | Клімат Куламуту |
| Показник                | Січ.            | Лют.            | Бер.            | Квіт.           | Трав.           | Черв.           | Лип.            | Серп.           | Вер.            | Жовт.           | Лист.           | Груд.           | Рік             |
| Середня температура, °C | 26,1            | 26,2            | 26,4            | 26,4            | 25,9            | 24,4            | 23,3            | 23,7            | 24,5            | 25,6            | 25              | 24,9            | 25,2            |
| Норма опадів, мм        | 152.8           | 161.8           | 228.9           | 203             | 180.7           | 29              | 4.6             | 10.7            | 98.6            | 270.3           | 288.9           | 180.2           | 1809.5          |
| Днів з опадами          | 11,2            | 11,4            | 14,7            | 14              | 14              | 4               | 2,1             | 3               | 9,3             | 18,7            | 19,1            | 13,3            | 134,8           |
| Вологість повітря, %    | 82.8            | 81.3            | 80.7            | 80.1            | 82.9            | 83.8            | 83.4            | 81.9            | 80.9            | 81.8            | 83.1            | 83.8            | 82.2            |
| ----------------------- | --------------- | --------------- | --------------- | --------------- | --------------- | --------------- | --------------- | --------------- | --------------- | --------------- | --------------- | --------------- | --------------- |
| Джерело: Weatherbase    |                 |                 |                 |                 |                 |                 |                 |                 |                 |                 |                 |                 |                 |

## Інфраструктура
У місті є аеропорт, музей, кінотеатр і воно відоме своїм нічним життям.

## Населення
За даними на 2013 рік чисельність населення становить 22 978 осіб.
 Динаміка чисельності населення міста за роками: 
| +1993  | 2013   |
| ------ | ------ |
| 11 773 | 22 978 |